# Corinna Dentoni
Corinna Dentoni (Pietrasanta, 30 juli 1989) is een tennisspeelster uit Italië. Zij begon met het spelen van tennis toen zij zeven was. Haar favoriete ondergrond is gravel. Zij speelt rechtshandig en heeft een tweehandige backhand.
In 2009 verloor zij in de eerste ronde van Roland Garros. In 2011 herhaalde dit zich.
Haar hoogste notering op de WTA-ranglijst is de 132e plaats, die zij bereikte in juni 2009.

## Posities op deWTA-ranglijst
Positie per einde seizoen:
| jaartal | ranking enkelspel | ranking dubbelspel |
| ------- | ----------------- | ------------------ |
| 2005    | 761               | –                  |
| 2006    | 770               | –                  |
| 2007    | 265               | 632                |
| 2008    | 142               | 185                |
| 2009    | 197               | 264                |
| 2010    | 150               | 209                |
| 2011    | 195               | 375                |
| 2012    | 239               | 312                |
| 2013    | 259               | 408                |
| 2014    | 552               | 869                |
| 2015    | 437               | 438                |

## Prestatietabel grandslamtoernooien
| Legenda | Legenda                          |
| ------- | -------------------------------- |
| g.t.    | geen toernooi gehouden           |
| l.c.    | lagere categorie                 |
| –       | niet deelgenomen                 |
| G       | uitgeschakeld in de groepsfase   |
| 1R      | uitgeschakeld in de eerste ronde |
| 2R      | uitgeschakeld in de tweede ronde |
| 3R      | uitgeschakeld in de derde ronde  |
| 4R      | uitgeschakeld in de vierde ronde |
| KF      | uitgeschakeld in de kwartfinale  |
| HF      | uitgeschakeld in de halve finale |
| F       | de finale verloren               |
| W       | het toernooi gewonnen            |
| w-v     | winst/verlies-balans             |

### Enkelspel
| Toernooi        | 2009 |    | 2011 |
| --------------- | ---- | -- | ---- |
| Australian Open | –    | –  |      |
| Roland Garros   | 1R   | 1R |      |
| Wimbledon       | –    | –  |      |
| US Open         | –    | –  |      |

### Vrouwendubbelspel
Dentoni speelde op de grandslamtoernooien tot en met 2015 niet in het dubbelspel.